# 春風亭橋蔵
春風亭 橋蔵（しゅんぷうてい はしぞう、1988年〈昭和63年〉6月10日 - ）は、落語芸術協会所属の落語家、二ツ目。本名∶宮崎 慶太。出囃子は「正札くずし」。

## 経歴
和歌山県日高郡みなべ町出身。和歌山県立田辺高等学校、東京経済大学卒業。
2014年、八代目春風亭柳橋に入門し、かん橋。2018年3月、二ツ目に昇進し、橋蔵と改名した。

## 芸歴
- 2014年 - 八代目春風亭柳橋に入門、前座名「かん橋」[1]。
- 2018年3月 - 二ツ目昇進、「橋蔵」と改名。

## 人物
千葉県船橋市在住、趣味は喫茶店通い。
好きなものは、アーセナル、サウナ、パンダ（結浜）、コーヒー